# Foltoshasú mézevő
A foltoshasú mézevő (Melipotes gymnops) a madarak osztályának verébalakúak (Passeriformes) rendjébe és a mézevőfélék (Meliphagidae) családjába tartozó faj.

## Rendszerezése
A fajt Philip Lutley Sclater angol ornitológus írta le 1873-ban.

## Előfordulása
Új-Guinea szigetének északnyugati részén található, Indonézia területén. Természetes élőhelyei a szubtrópusi és trópusi hegyi esőerdők. Állandó, nem vonuló faj.

## Megjelenése
Testhossza 21,5–22 centiméter, testtömege 49-61 gramm.

## Életmódja
Gyümölcsökkel, magvakkal és rovarokkal táplálkozik.

## Szaporodása
Fák ágaira készíti csésze alakú fészkét.

## Természetvédelmi helyzete
Az elterjedési területe elég kicsi, egyedszáma viszont stabil. A Természetvédelmi Világszövetség Vörös listáján nem fenyegetett fajként szerepel.